# Lipsk (Polska)
Lipsk (biał. Ліпск, lit. Liepinė) – miasto w woj. podlaskim, w powiecie augustowskim, siedziba gminy miejsko-wiejskiej Lipsk. W latach 1975–1998 miasto administracyjnie należało do woj. suwalskiego.
Położony nad rzeką Biebrzą lokalny ośrodek handlowy i usługowy. Gmina Lipsk sąsiaduje z granicą polsko-białoruską oraz gminami Sztabin, Dąbrowa Białostocka, Nowy Dwór, Augustów i Płaska. Ośrodkiem sztuki ludowej – pisankarstwo, tkactwo, Zespół Regionalny Lipsk. Siedzibą parafii rzymskokatolickiej pod wezwaniem Matki Bożej Anielskiej.
Lipsk leży na historycznej Suwalszczyźnie, na obszarze dawnej Jaćwieży. W drugiej połowie XVI wieku położony był w powiecie grodzieńskim województwa trockiego.

## Historia

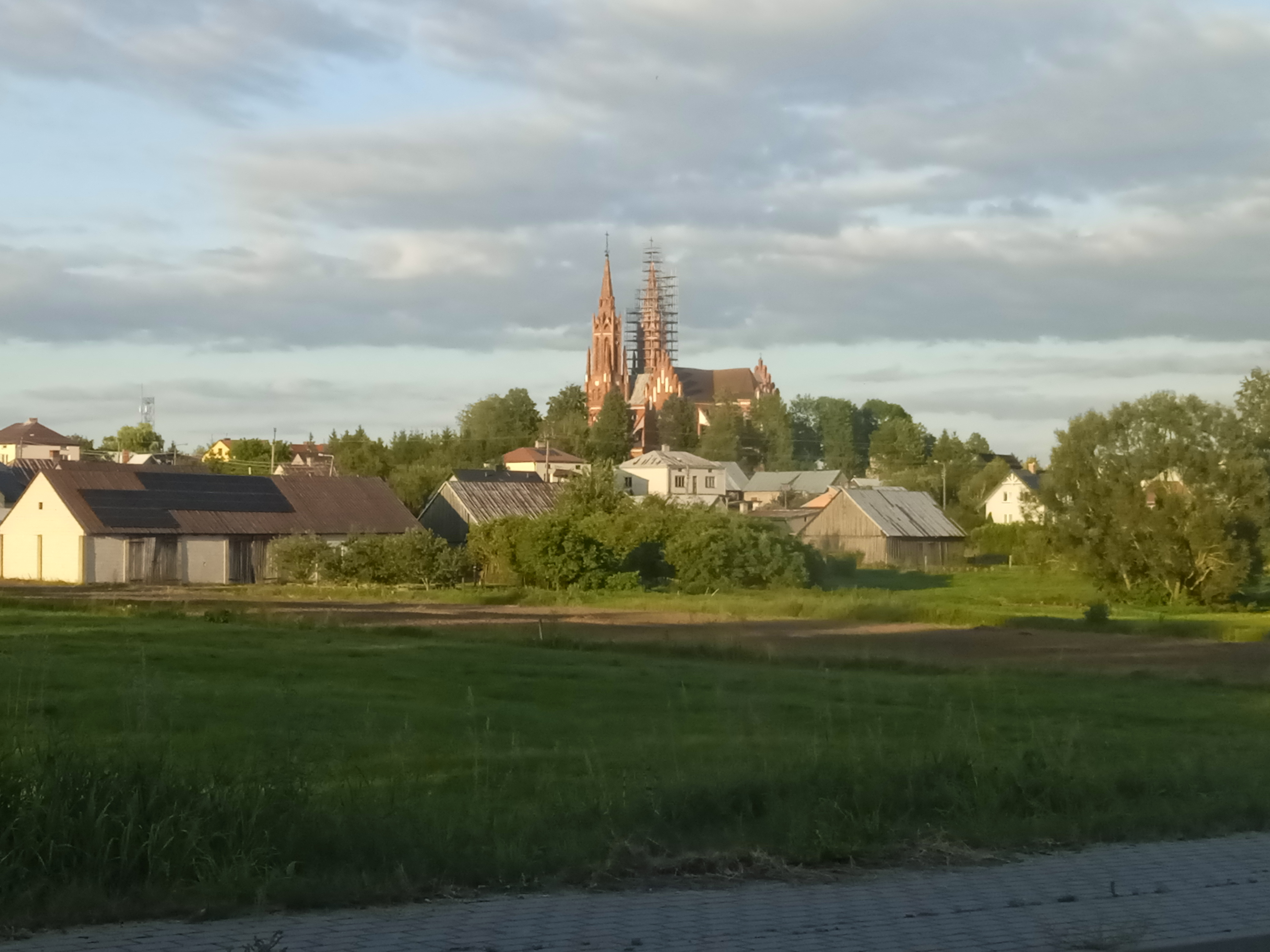
Neogotycki Kościół Matki Bożej Anielskiej w Lipsku widziany od południowej strony miasta

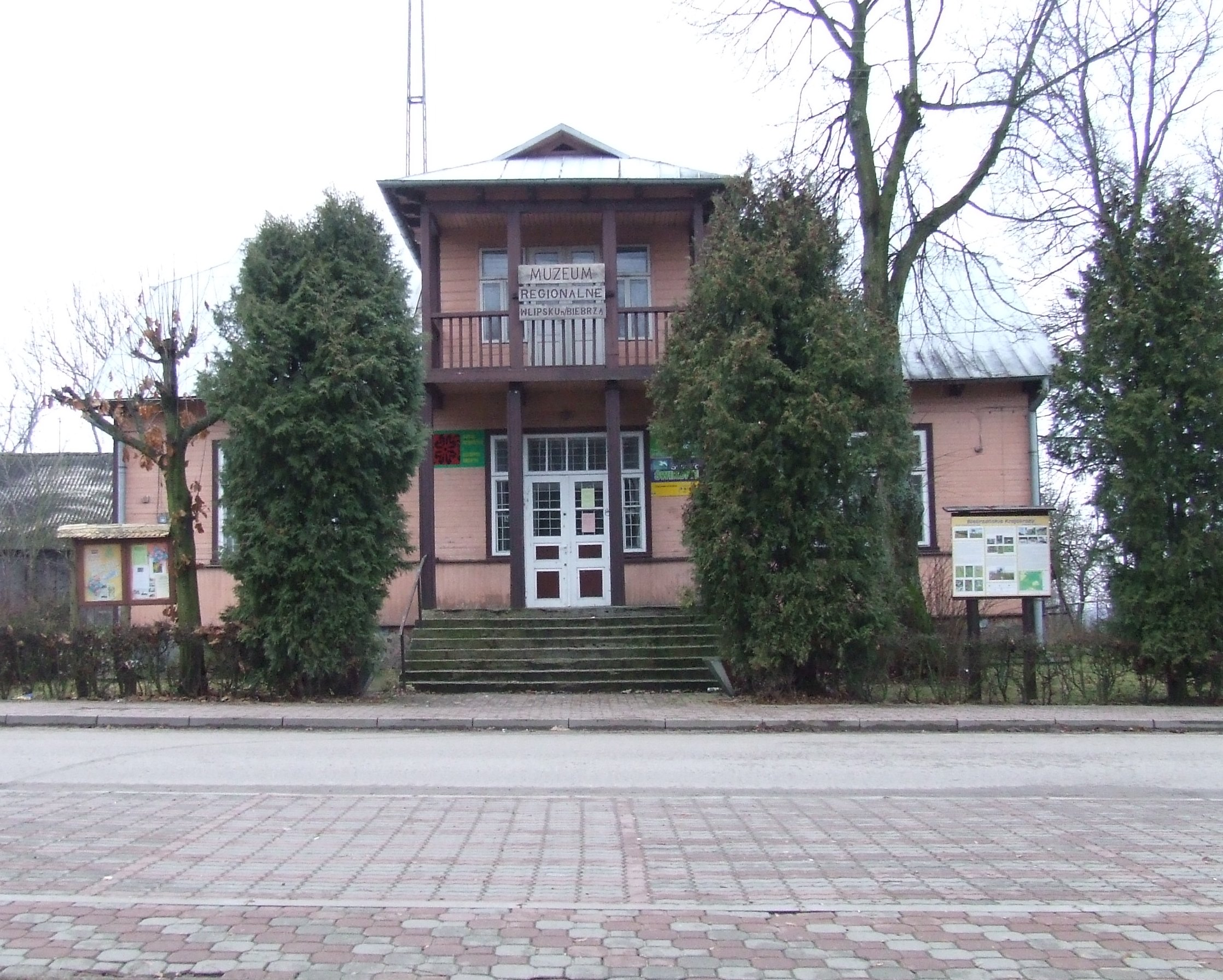
Zabytkowy budynek starego ratusza, obecnie Muzeum Regionalne

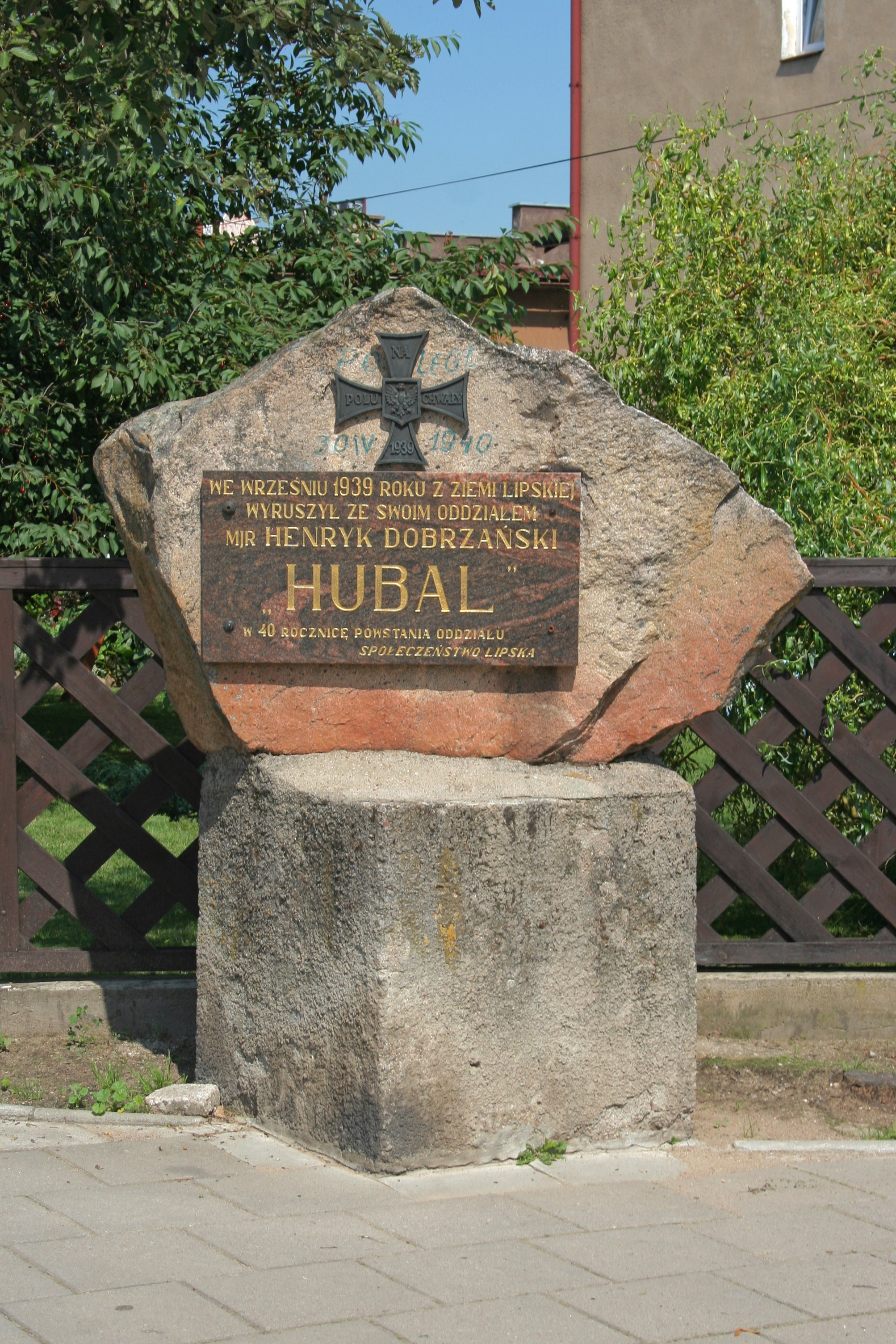
Monument poświęcony Hubalowi

Okolice Lipska były we wczesnym średniowieczu zamieszkiwane przez bałtyckie plemię Jaćwingów. Nie znaleziono tu jednak żadnych pozostałości ich osad. Pewien ślad obecności Jaćwingów zachował się jednak w języku dzisiejszych mieszkańców tych terenów w postaci pojedynczych słów bałtyckiego (jaćwieskiego) pochodzenia. Tak na przykład osoby posługujące się miejscowym dialektem języka białoruskiego, nazywanym językiem prostym (prosty jazýk) na określenie warg lub ust używają słowa łúpy (bałtyckie łúpai).
Pierwsze wzmianki o osadnictwie na tym terenie pochodzą z 1533 r. i mówią o wsi Wola Lipska.
Za datę powstania miasta uznaje się 8 grudnia 1580 r. Tego dnia został wystawiony w pobliskim Grodnie przez wielkiego księcia Stefana Batorego (Lipsk do rozbiorów leżał w Wielkim Księstwie Litewskim, a nie w Koronie, Batory występował zatem jako wielki książę) przywilej nadający prawa magdeburskie oraz herb – łódź z żaglem.
Co najmniej od XVII do XVIII w. miasto wchodziło w skład ekonomii grodzieńskiej.
Lipsk rozwijał się szybko do połowy XVII wieku, później ogarnął go kryzys związany z konfliktami wojennymi XVII i XVIII wieku, w 1655 przemarsz wojsk szwedzkich spowodował liczne grabieże i zniszczenie miasta. W 1795 r. Lipsk znalazł się w zaborze pruskim. W 1807 r. wszedł do Księstwa Warszawskiego, a w 1815 r. do Królestwa Kongresowego.
19 maja?/31 maja 1870 Lipsk utracił prawa miejskie i wraz z częścią gminy Kurjanka tworzył nową gminę Petropawłowsk.
2 sierpnia 1914 r. został wyświęcony w Lipsku istniejący do dziś neogotycki kościół parafii katolickiej. Jego budowę rozpoczęto w 1906 r. W czasie I wojny światowej miejscowość została w znacznej części zniszczona.
Według Powszechnego Spisu Ludności z 1921 roku mieszkało tu 1038 osób, wśród których 933 było wyznania rzymskokatolickiego, 10 innego chrześcijańskiego a 87 mojżeszowego. Jednocześnie 1021 mieszkańców zadeklarowało polską przynależność narodową a 17 żydowską. W miejscowości znajdowały się 182 budynki mieszkalne.

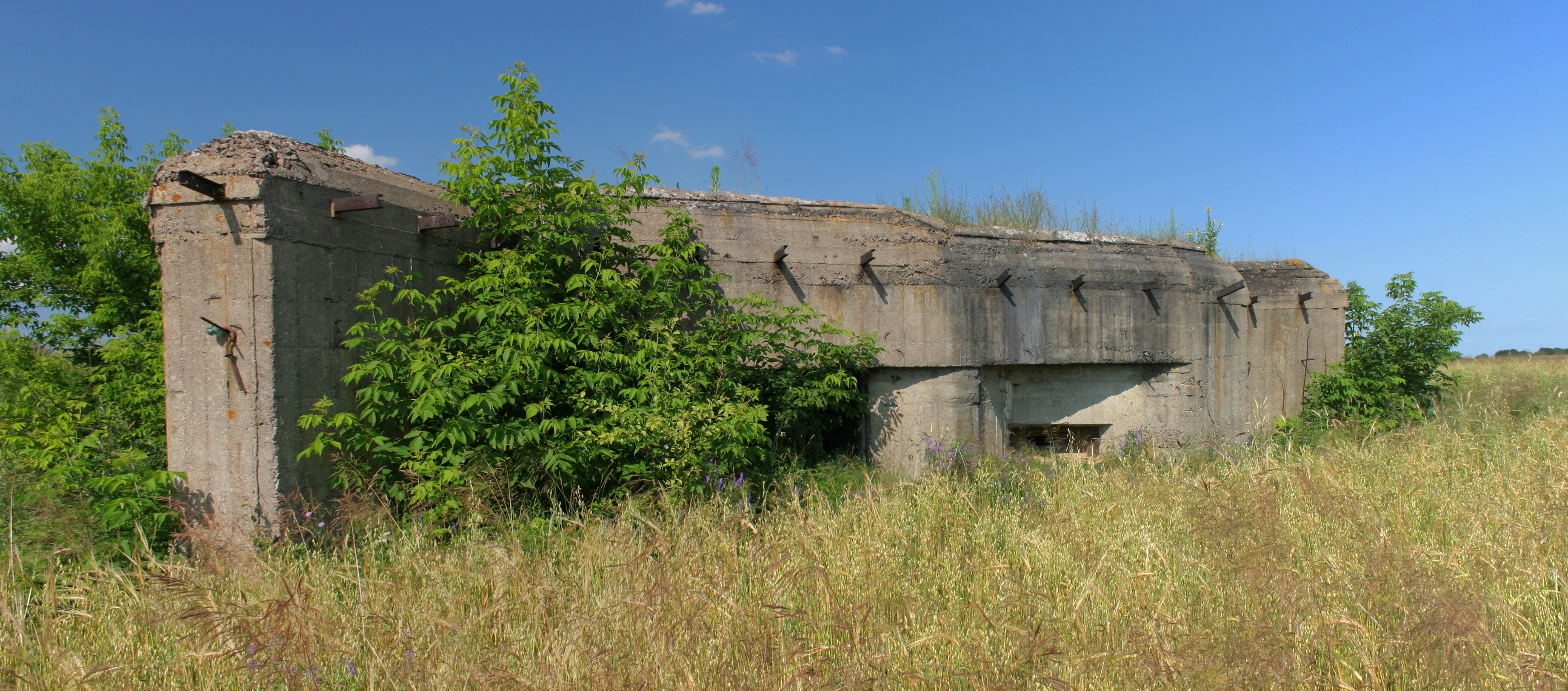
Schron bojowy należący do Linii Mołotowa

W 1939 r. z tego terenu wyruszył oddział majora Henryka Dobrzańskiego – Hubala. W mieście znajduje się tablica upamiętniająca to wydarzenie. Od 1940 r. w okolicy Lipska jest budowany system umocnień radzieckich. We wrześniu 1941 r. Niemcy wywieźli 99 osób pochodzenia żydowskiego do getta w Grodnie. Tragiczną datą w historii Lipska jest 13 lipca 1943 r., kiedy wojska niemieckie rozstrzelały 50 mieszkańców Lipska w fortach w Naumowiczach koło Grodna. Wśród nich była bł. Marianna Biernacka, beatyfikowana w gronie 108 błogosławionych męczenników. W wyniku działań wojennych miejscowość została mocno zniszczona.
Po zajęciu terenów przez Armię Czerwoną w okolicy Lipska rozpoczęła się budowa umocnień należących do Linii Mołotowa. Na linii Kamienna Nowa – Lipsk – Bohatery Leśne wybudowano 84 obiekty, jednak jedynie ok. 30 z nich zyskało zdolność bojową do momentu zajęcia terenów przez wojska niemieckie.
W roku 1973 miejscowość odznaczona została Orderem Krzyża Grunwaldu.
Lipsk odzyskał prawa miejskie w 1983 r. Ważną rolę w tym fakcie przypisuje się pochodzącemu z Lipska gen. Mirosławowi Milewskiemu, w okresie 1980–1981 r. ministrowi spraw wewnętrznych PRL, a także Towarzystwu Przyjaciół Lipska – organizacji zrzeszającej byłych i obecnych mieszkańców. W latach 80. w Lipsku rozwija się przemysł lekki (w zakładach Unitra - Lipsk produkcja podzespołów indukcyjnych oraz maszyn rolniczych).
Od lat 90. po upadku największych zakładów przemysłowych w Lipsku rozwija się turystyka (spływy kajakowe Biebrzą, agroturystyka), co jest związane z powstaniem Biebrzańskiego Parku Narodowego.

## Demografia

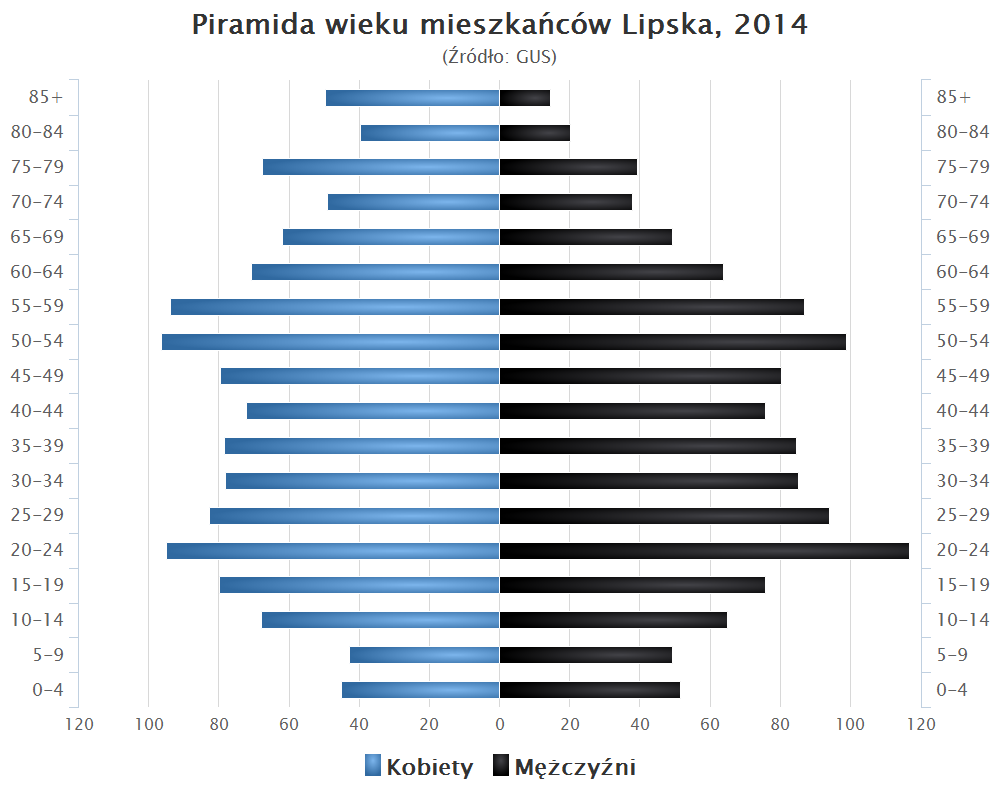
Piramida wieku mieszkańców Lipska w 2014 roku

## Zabytki

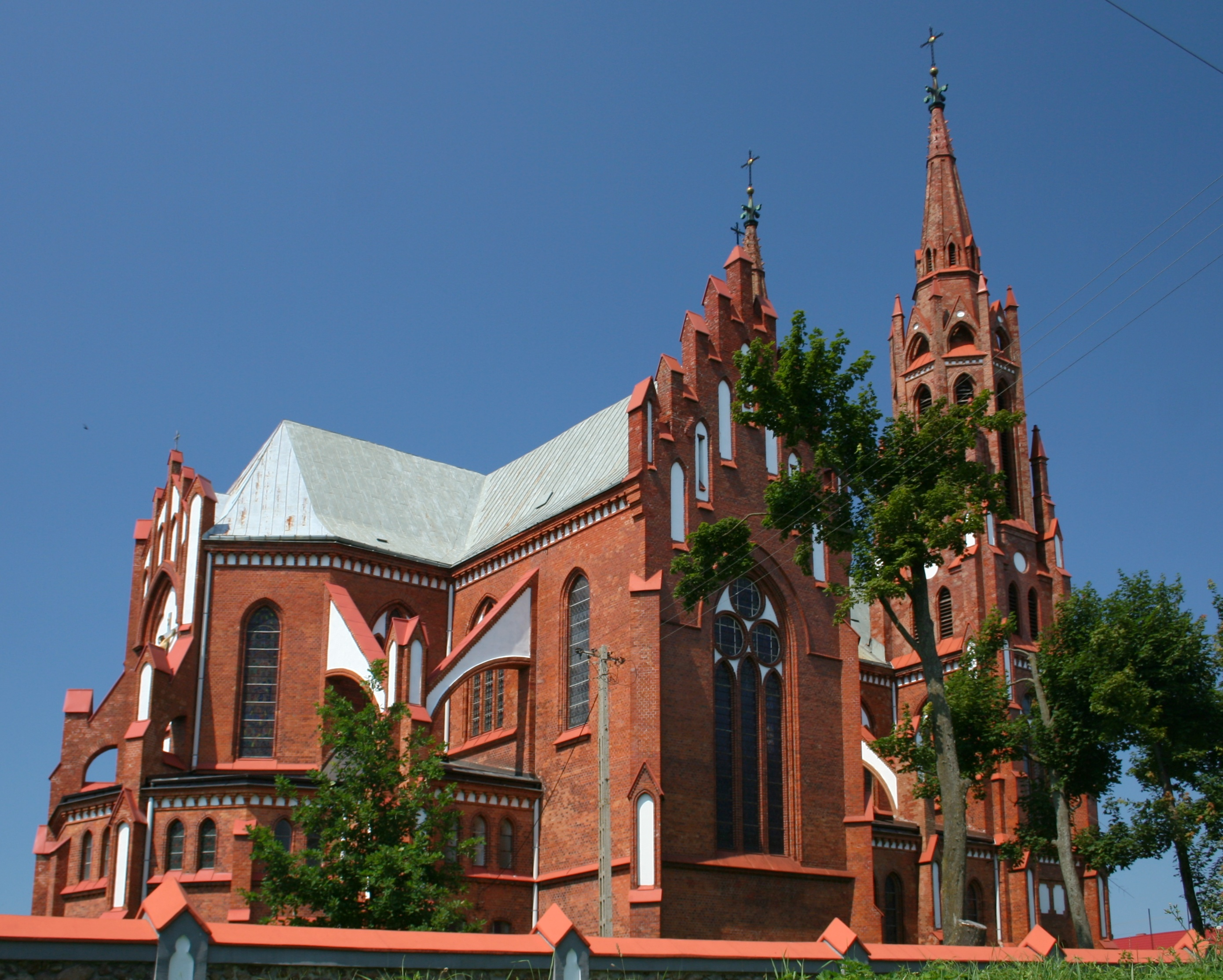
Neogotycki kościół katolicki pod wezwaniem Matki Boskiej Anielskiej z początków XX wieku

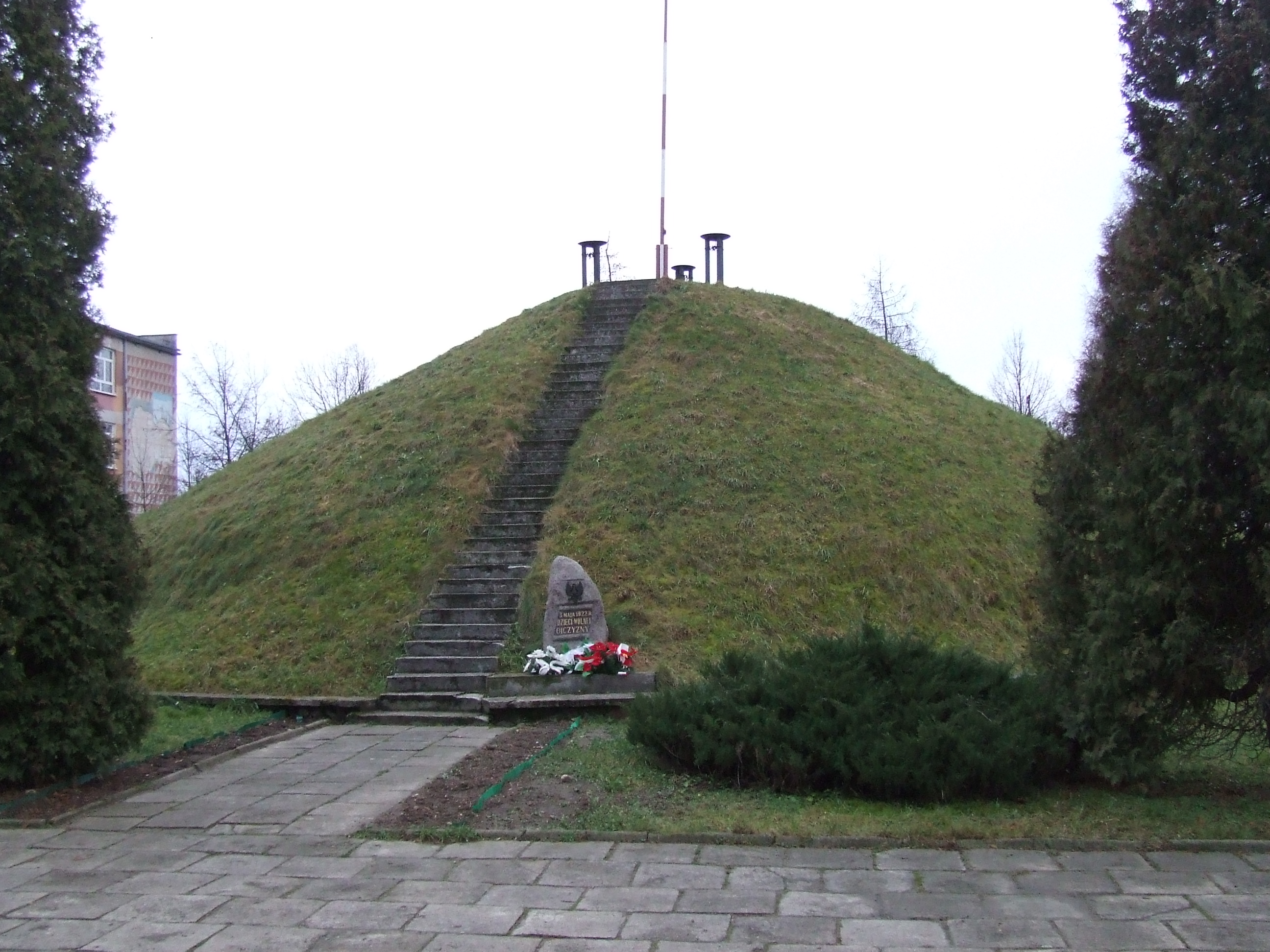
Kopiec Wolności

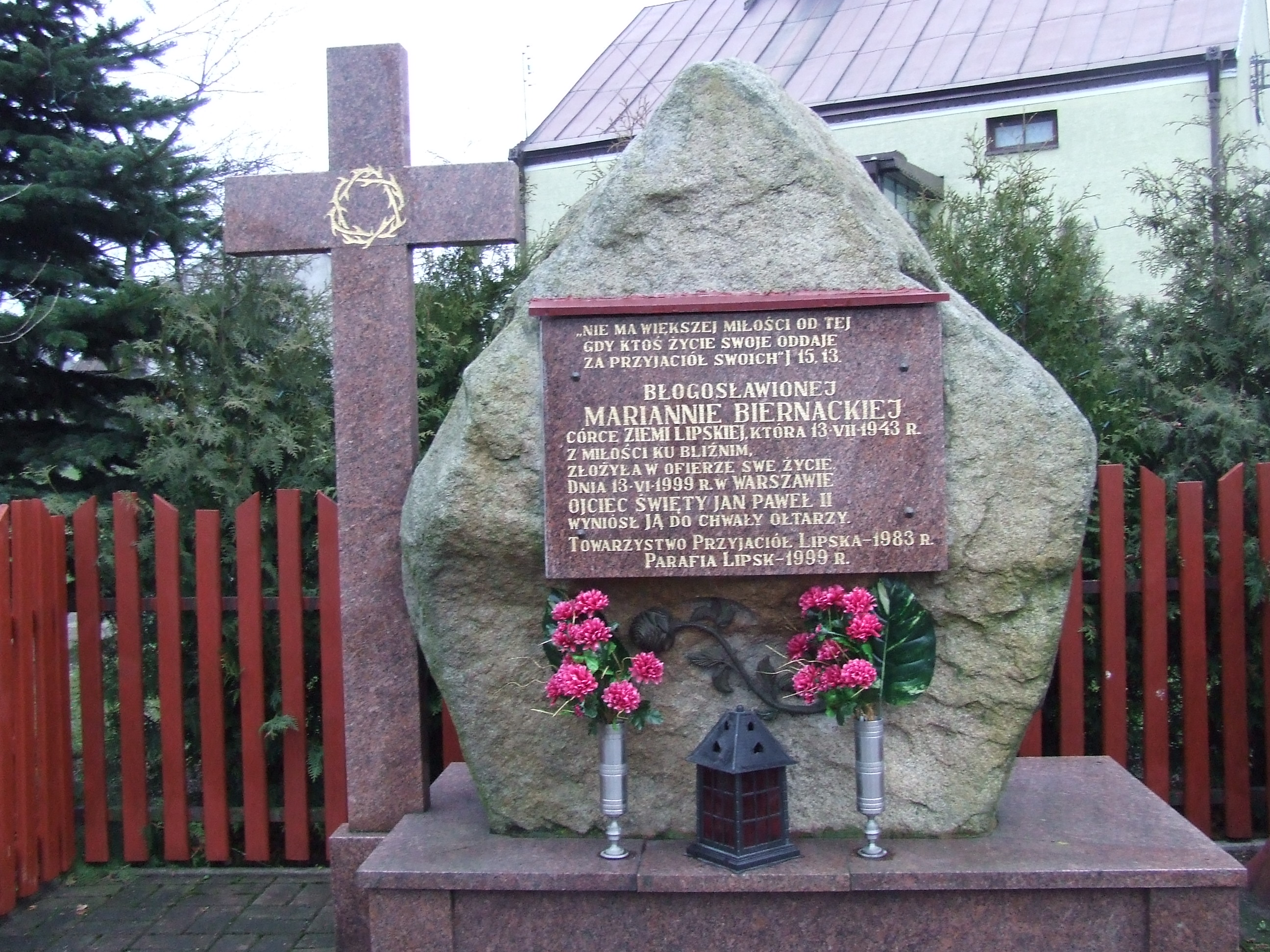
Pomnik bł. Marianny Biernackiej

Do rejestru zabytków Narodowego Instytutu Dziedzictwa wpisane są następujące obiekty:
- układ przestrzenny z drugiej połowy XVI wieku (nr rej.: 436 z 28.11.1985)
- neogotycki kościół parafialny pod wezwaniem Matki Bożej Anielskiej (nr rej.: 656 z 10.03.1989)
- cmentarz żydowski z XIX wieku (nr rej.: A-881 z 10.03.1989)

Inne obiekty:
- cmentarz parafialny z I połowy XIX wieku
- Kopiec Wolności z lat 20. XX wieku
- Dom katolicki z XX wieku
- schrony bojowe należące do umocnień Linii Mołotowa
- Podczas wykopalisk archeologicznych prof. Anna Czapska odkryła w Lipsku ślady murowanego dworu o regularnej formie prostokąta, który powstał na starszej budowli. Legenda głosi, że dwór powstał na ruinach zboru ariańskiego. Prowadzone wstępne badania potwierdziły istnienie dwóch budowli, starszej o grubych murach kamienno - ceglanych i bardzo głębokich piwnicach oraz nadbudowanej części wyższej, późniejszej, o odmiennej strukturze ścian[14].

## Wspólnoty wyznaniowe
Kościół rzymskokatolicki
- parafia Matki Bożej Anielskiej w Lipsku

Świadkowie Jehowy
- zbór

## Galeria

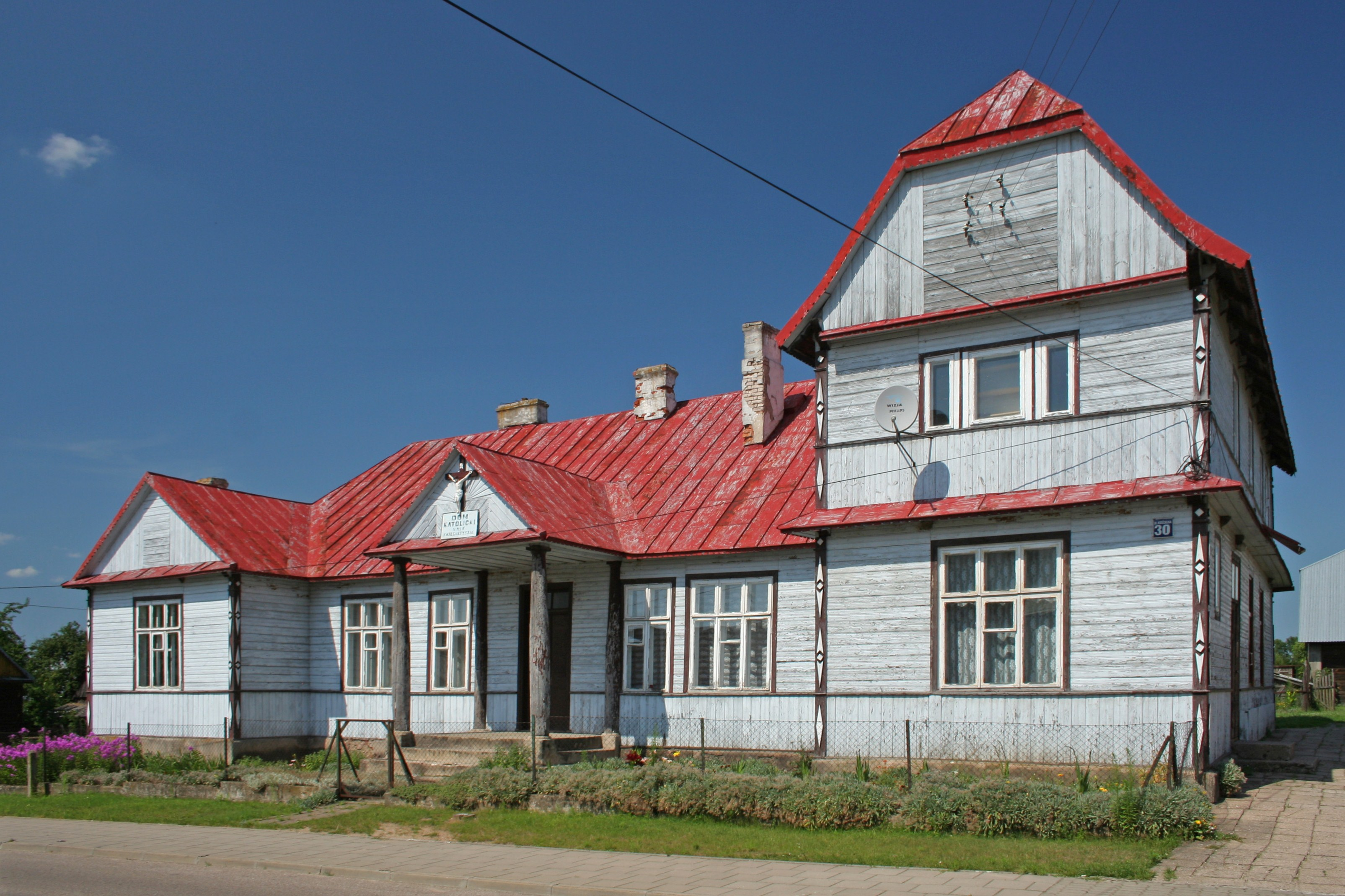
Drewniany dom katolicki z XX w.
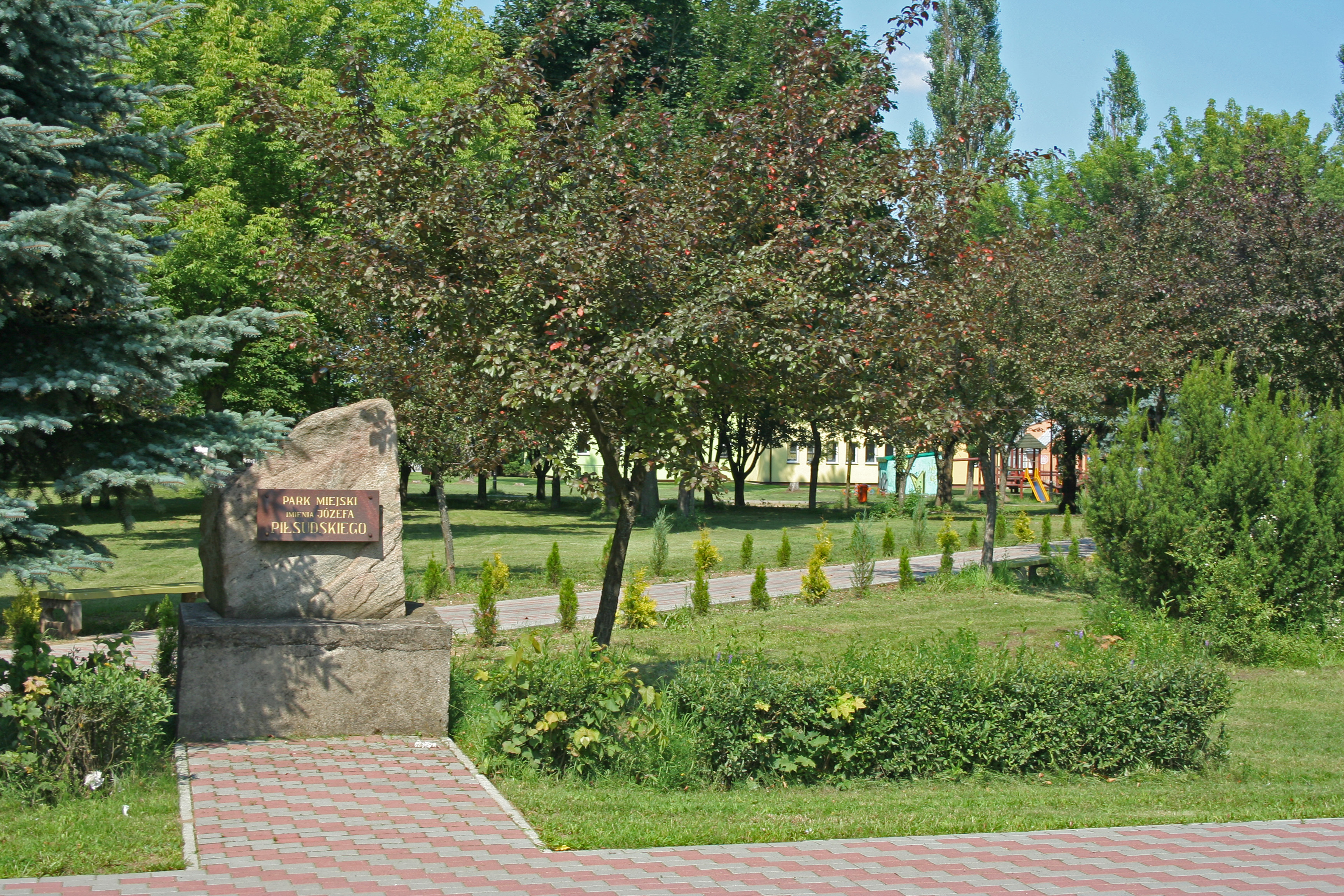
Park w Lipsku
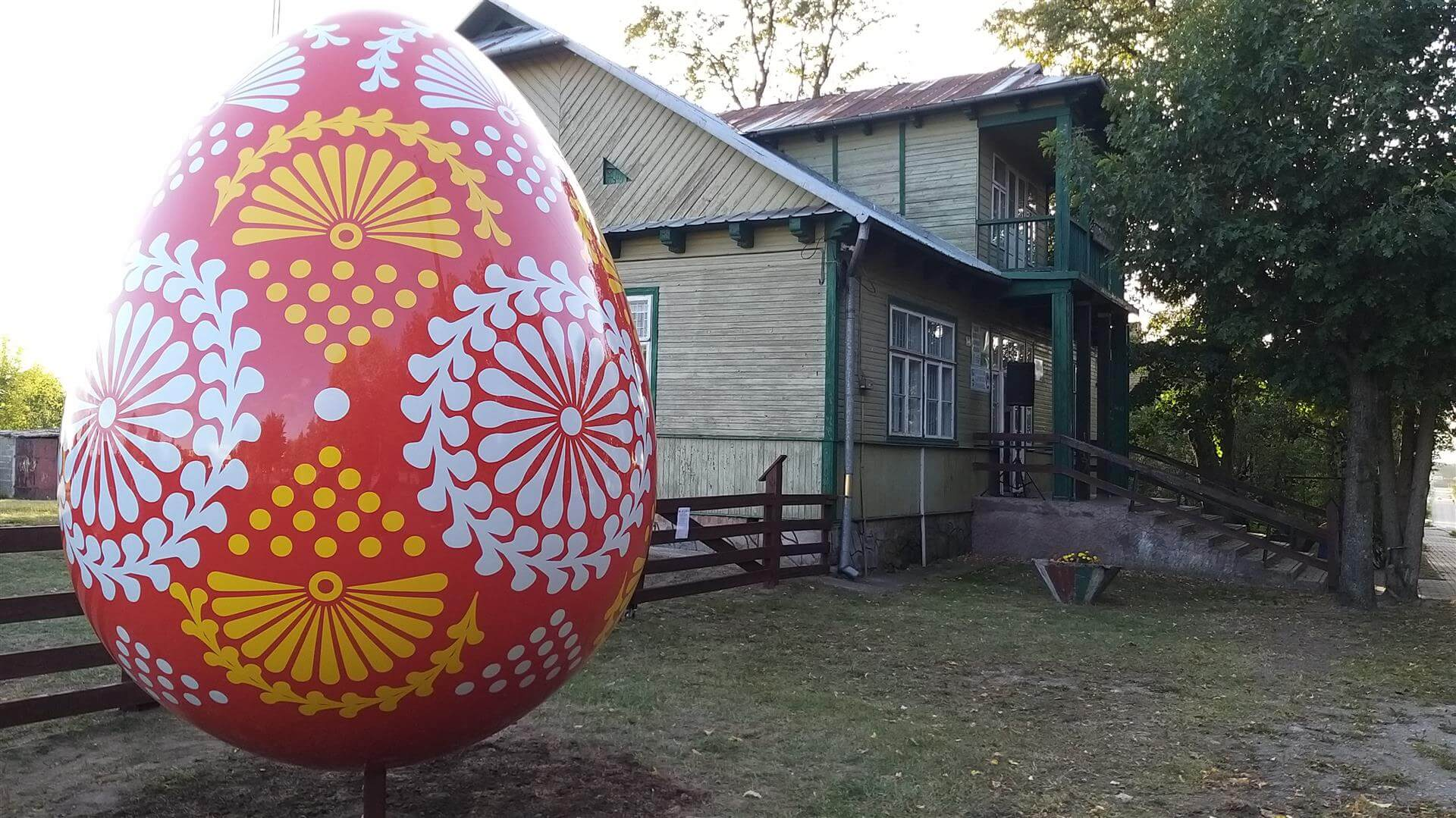
3-metrowa pisanka, najprawdopodobniej największa w Polsce

## Odznaczenia
- Order Krzyża Grunwaldu III klasy (1973)[16]

## Ludzie urodzeni w Lipsku
- Marianna Biernacka – błogosławiona Kościoła katolickiego
- Mirosław Milewski – generał dywizji MO
- Janusz Panasewicz – wieloletni wokalista Lady Pank
- Ireneusz Sewastianowicz – polski dziennikarz i reportażysta
- Jan Skokowski – polski chirurg, profesor nauk medycznych